# 野中生萌
野中 生萌（のなか みほう、1997年5月21日 - ）は、日本のスポーツクライマー。東京都出身。所属フリー。

## 経歴
2016年9月、フランスのパリで開催されたIFSCクライミング世界選手権のボルダリング種目で2位。
2017年7月、ポーランドのヴロツワフで開催されたワールドゲームズ2017のスポーツクライミングボルダリング種目で銀メダルを獲得した。
2021年8月6日、2020年東京オリンピックで新競技となるスポーツクライミングの女子複合決勝で総合2位となり銀メダルを獲得した。
2024年パリオリンピックのスポーツクライミング競技女子ボルダー&リードの準決勝では、合計115.5ポイントで9位となり決勝には進めなかった。

## 競技会の戦績

### 国内大会
- 2010年（第13回）JOCジュニアオリンピックカップ
  - ユースC：リード優勝
- ユース選手権
  - 2015年　ジュニア：リード、ボルダリング優勝
  - 2016年　ジュニア：リード優勝
- 2019年
  - 第14回ボルダリング・ジャパンカップ優勝
  - 第1回スピード・ジャパンカップ優勝[7]
  - 第 2回コンバインド・ジャパンカップ 優勝 [8]
- 2020年
  - 第15回ボルダリング・ジャパンカップ3位
  - 第2回スピード・ジャパンカップ3位

### アジア大会・世界大会
| 開催年月   | 大会名                         | 開催地                       | 競技種目                 | 競技種目                 | 競技種目                 | 競技種目                 |
| 開催年月   | 大会名                         | 開催地                       | リード                   | ボルダリング             | スピード                 | 複合                     |
| ---------- | ------------------------------ | ---------------------------- | ------------------------ | ------------------------ | ------------------------ | ------------------------ |
| 2014年8月  | 世界選手権                     | ドイツ：ミュンヘン           |                          | 15位                     |                          |                          |
| 2014年10月 | アジア選手権                   |                              |                          | 1位                      |                          |                          |
| 2015年8月  | 世界ユース選手権（ジュニア）   |                              |                          | 2位                      |                          |                          |
| 2015年11月 | アジア選手権                   |                              |                          | 1位                      | 15位                     |                          |
| 2015年12月 | アジアユース選手権（ジュニア） |                              |                          | 1位                      | 2位                      |                          |
| 2016年9月  | 世界選手権                     | フランス：パリ               |                          | 2位                      |                          |                          |
| 2016年11月 | 世界ユース選手権（ジュニア）   |                              |                          | 4位                      |                          |                          |
| 2017年7月  | ワールドゲームズ2017           | ポーランド：ヴロツワフ       |                          | 2位                      |                          |                          |
| 2018年9月  | 世界選手権                     | オーストリア：インスブルック | 16位                     | 5位                      | 28位                     | 5位                      |
| 2018年11月 | アジア選手権                   |                              | 8位                      | 4位                      | 6位                      | 2位                      |
| 2019年8月  | 世界選手権                     | 日本：八王子                 | 26位                     | 5位                      | 25位                     | 5位                      |
| 2021年8月  | オリンピック                   | 日本：東京                   | スポーツクライミング複合 | スポーツクライミング複合 | スポーツクライミング複合 | スポーツクライミング複合 |
| 2021年8月  | オリンピック                   | 日本：東京                   | 5位                      | 3位                      | 3位                      | 2位                      |

### ワールドカップ
ボルダリング
- 2014年　インスブルック 6位、トロント 4位、海陽 6位、ラヴァル 2位
- 2015年　ベイル 4位、重慶 2位、海陽 4位
- 2016年 - 年間総合2位 [11]
  - 加須 3位、重慶 3位、ナビムンバイ 1位、インスブルック 3位、ベイル 5位、ミュンヘン 1位
- 2017年　マイリンゲン 3位、南京 3位、八王子 3位、ベイル 3位、ナビムンバイ 2位
- 2018年 - 年間総合優勝 [12][13]
  - マイリンゲン 1位、モスクワ 2位、重慶 2位、泰安 2位、八王子 2位、ベイル 2位、ミュンヘン 2位
- 2019年　呉江 4位、ベイル 4位

リード
- 2018年　ヴィラール 6位
- 2019年　印西 5位

### 国際大会
ボルダリング
- 2017年　チャイナオープン広州 1位
- 2019年　ワールドビーチゲームス 1位

リード
- 2017年　チャイナオープン広州 6位

スピード
- 2018年　Outdoor Village SPEED STARS 6位
- 2019年　au SPEED STARS 5位

複合
- 2019年　チャイナオープン広州 1位

## ギャラリー

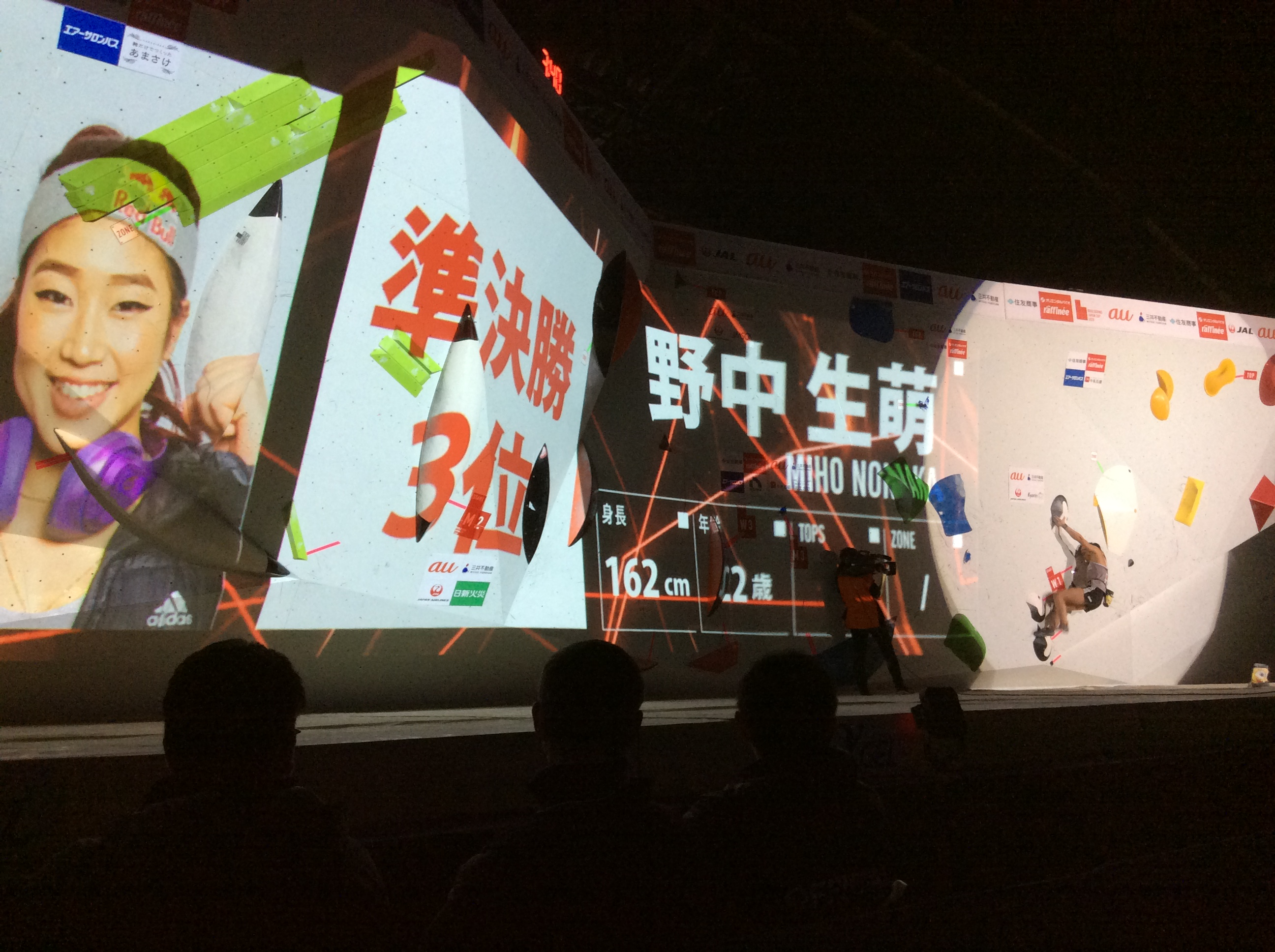
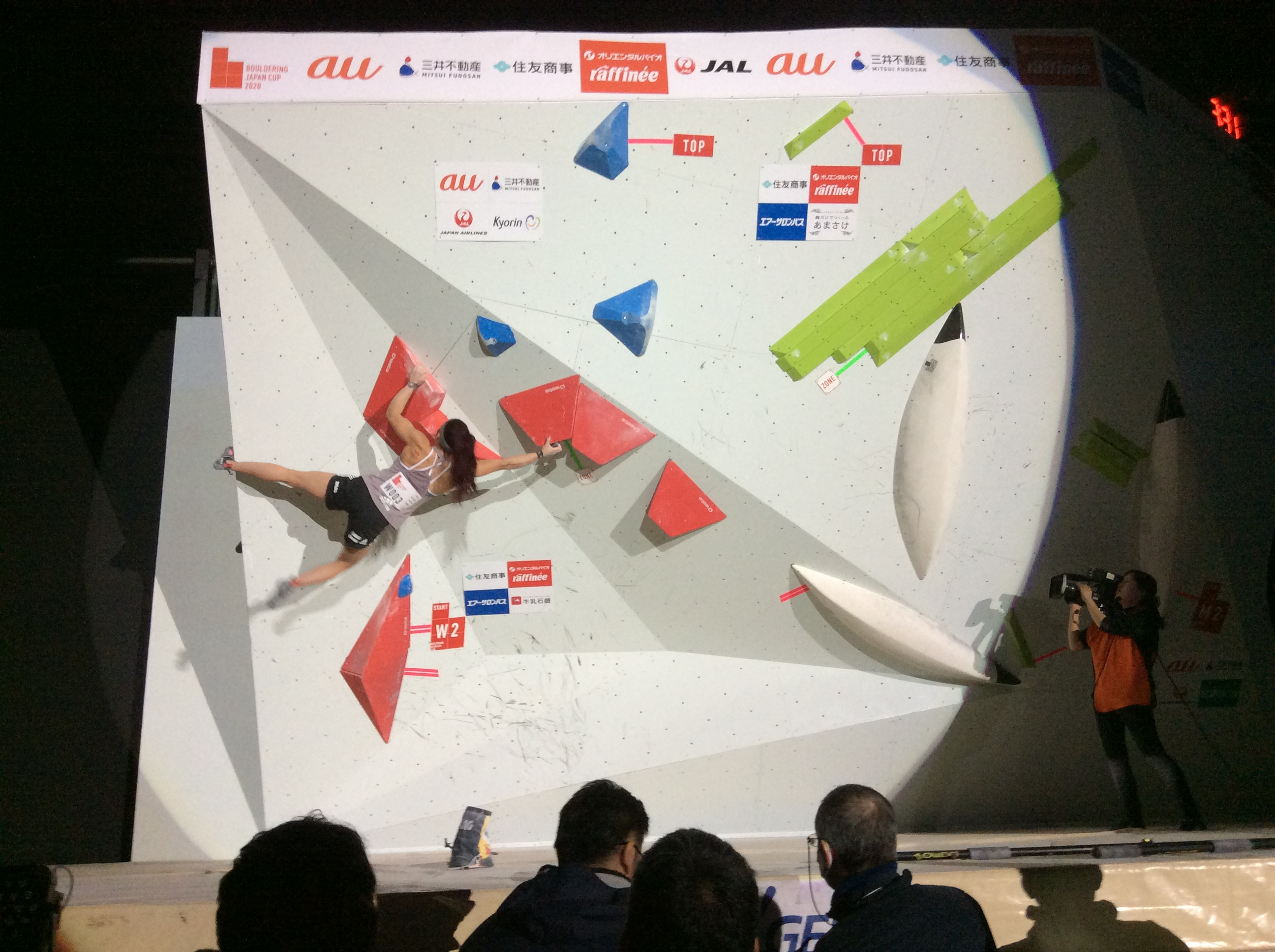
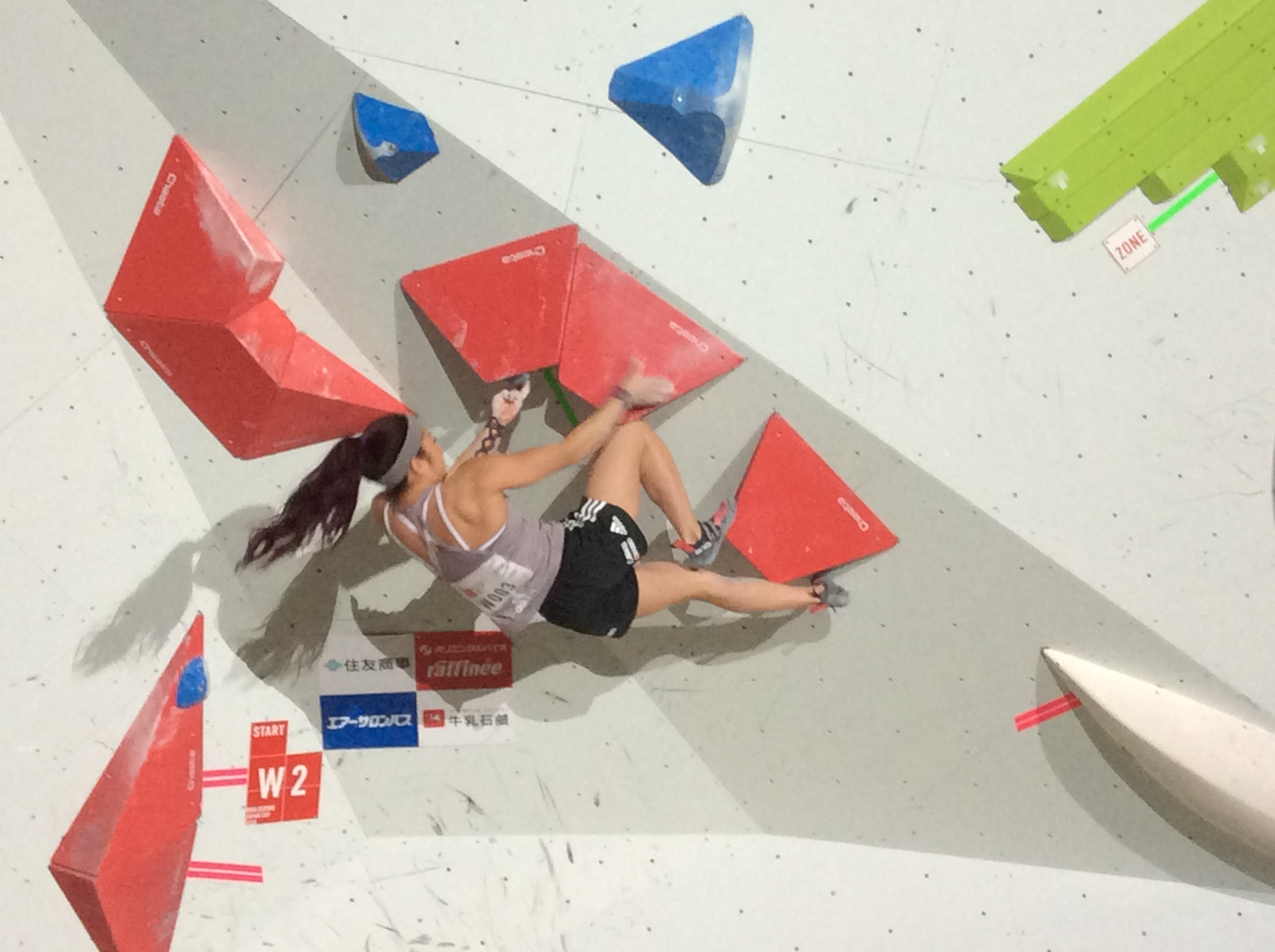
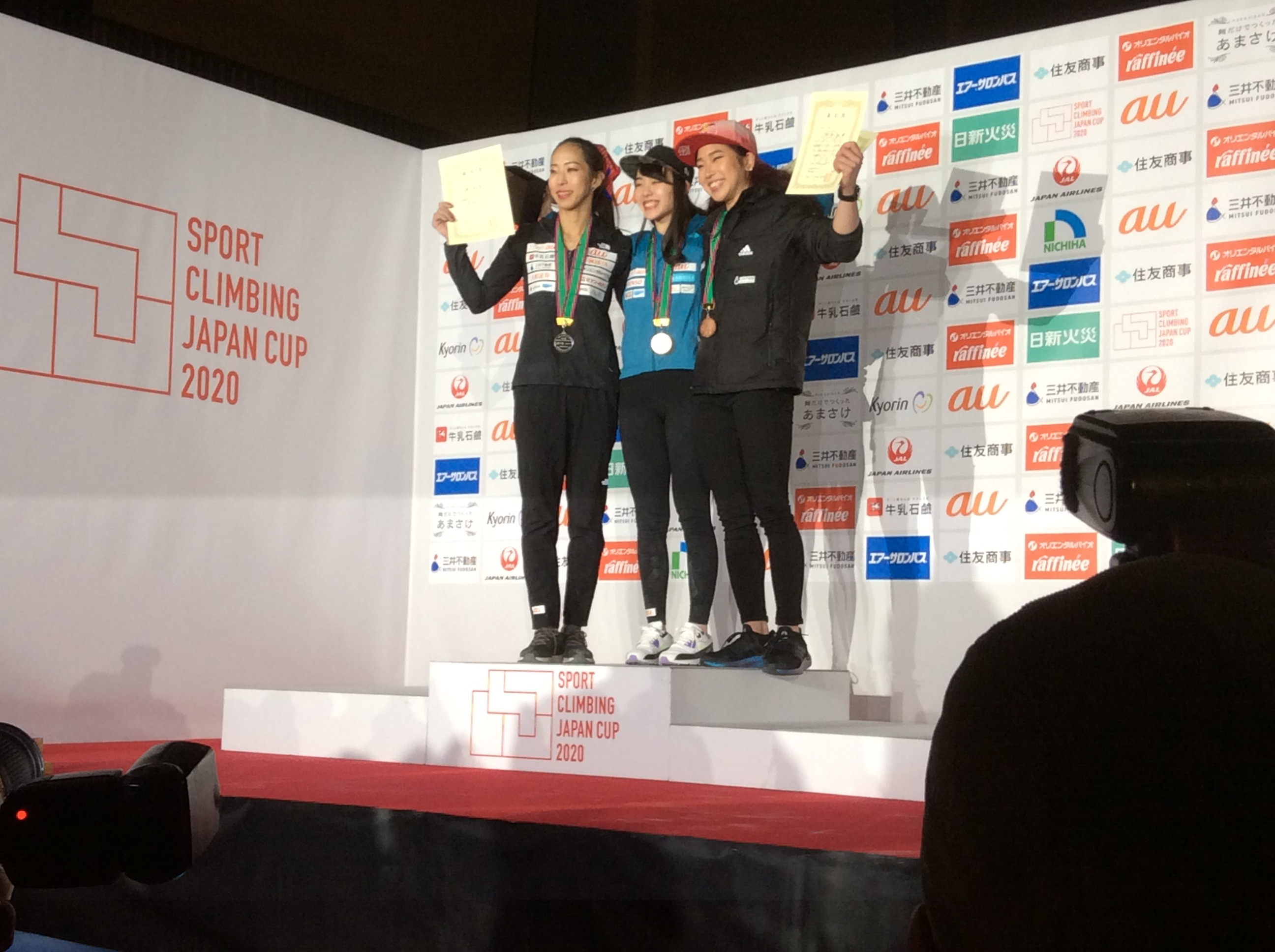

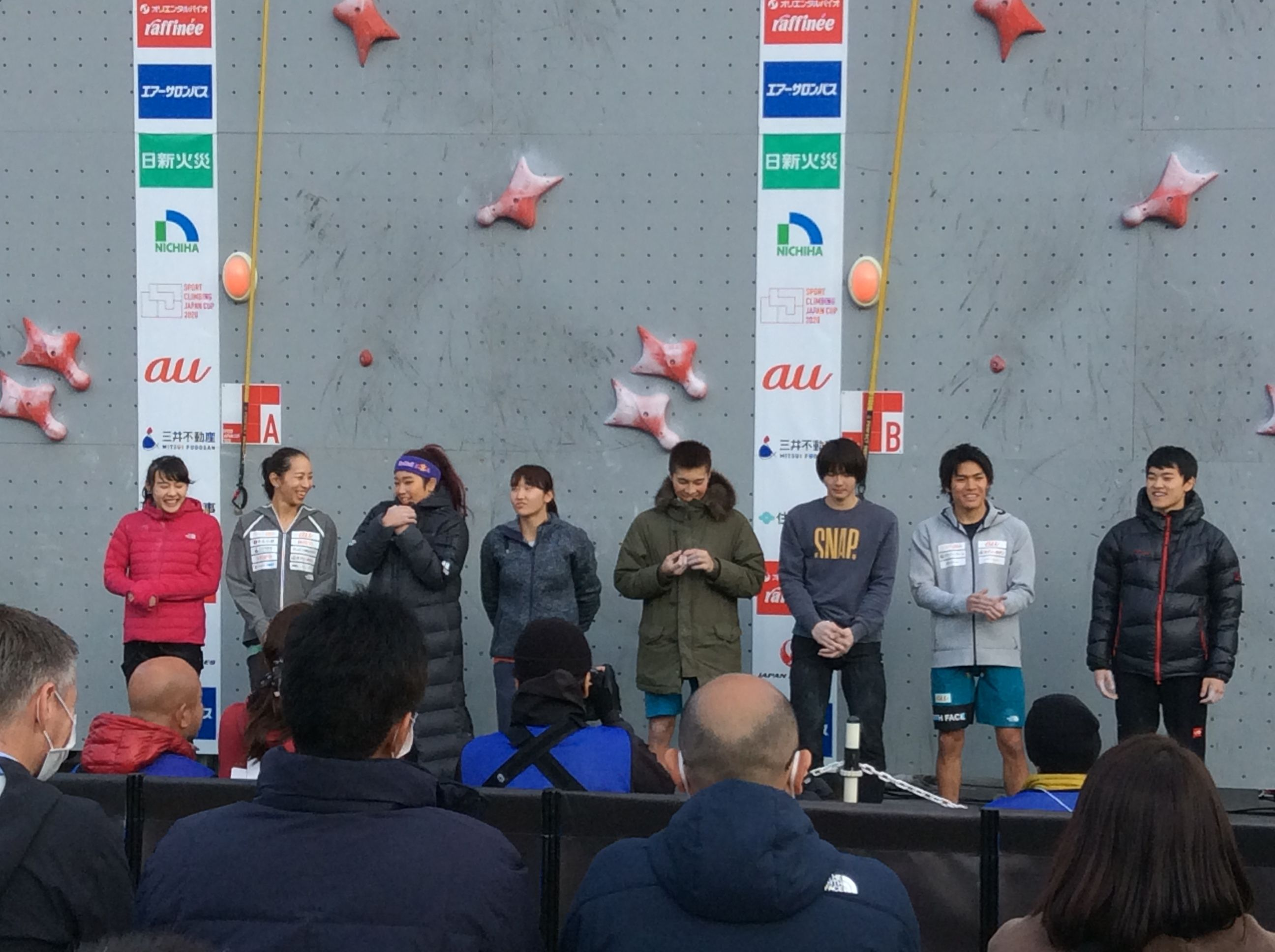
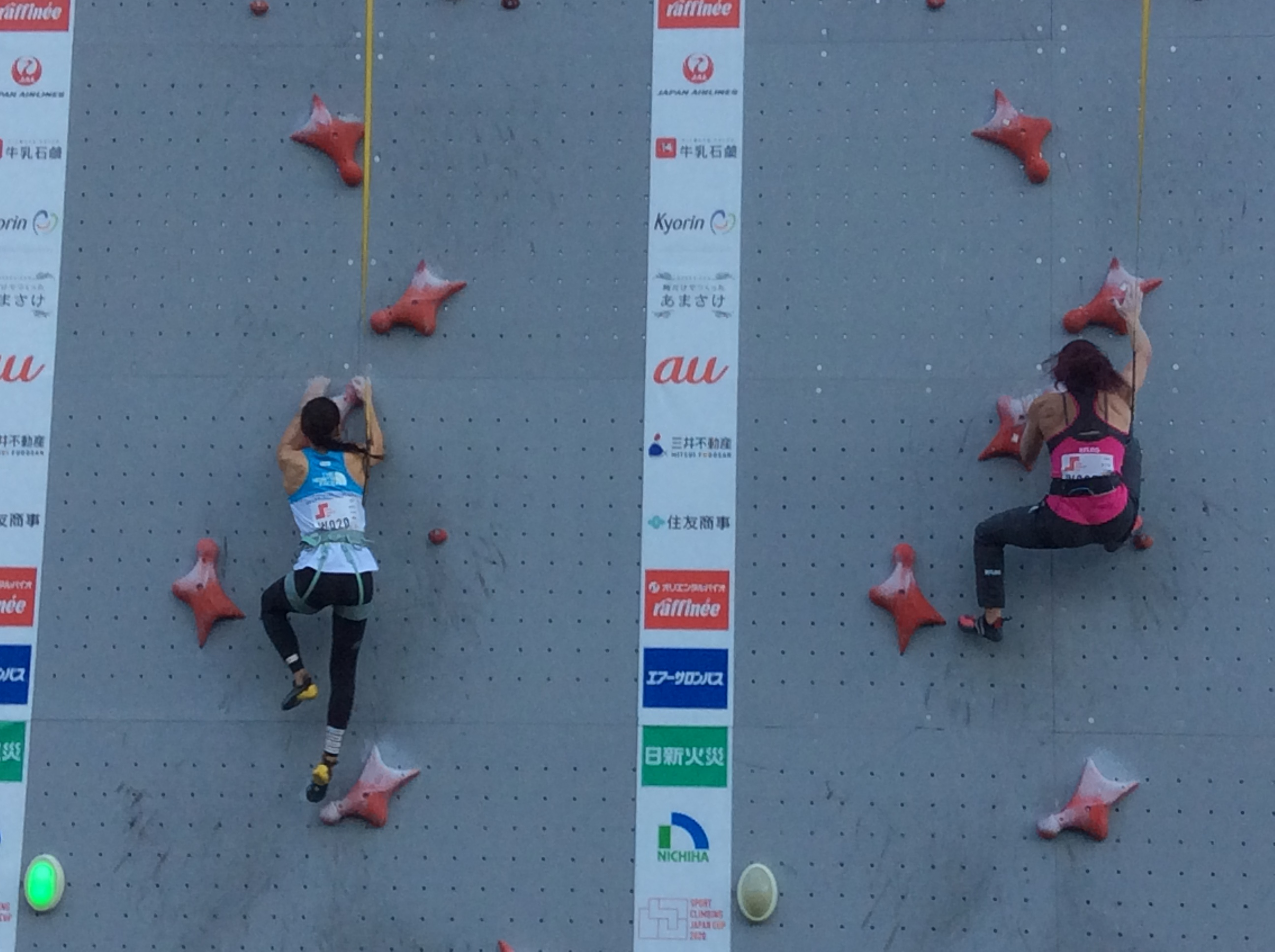
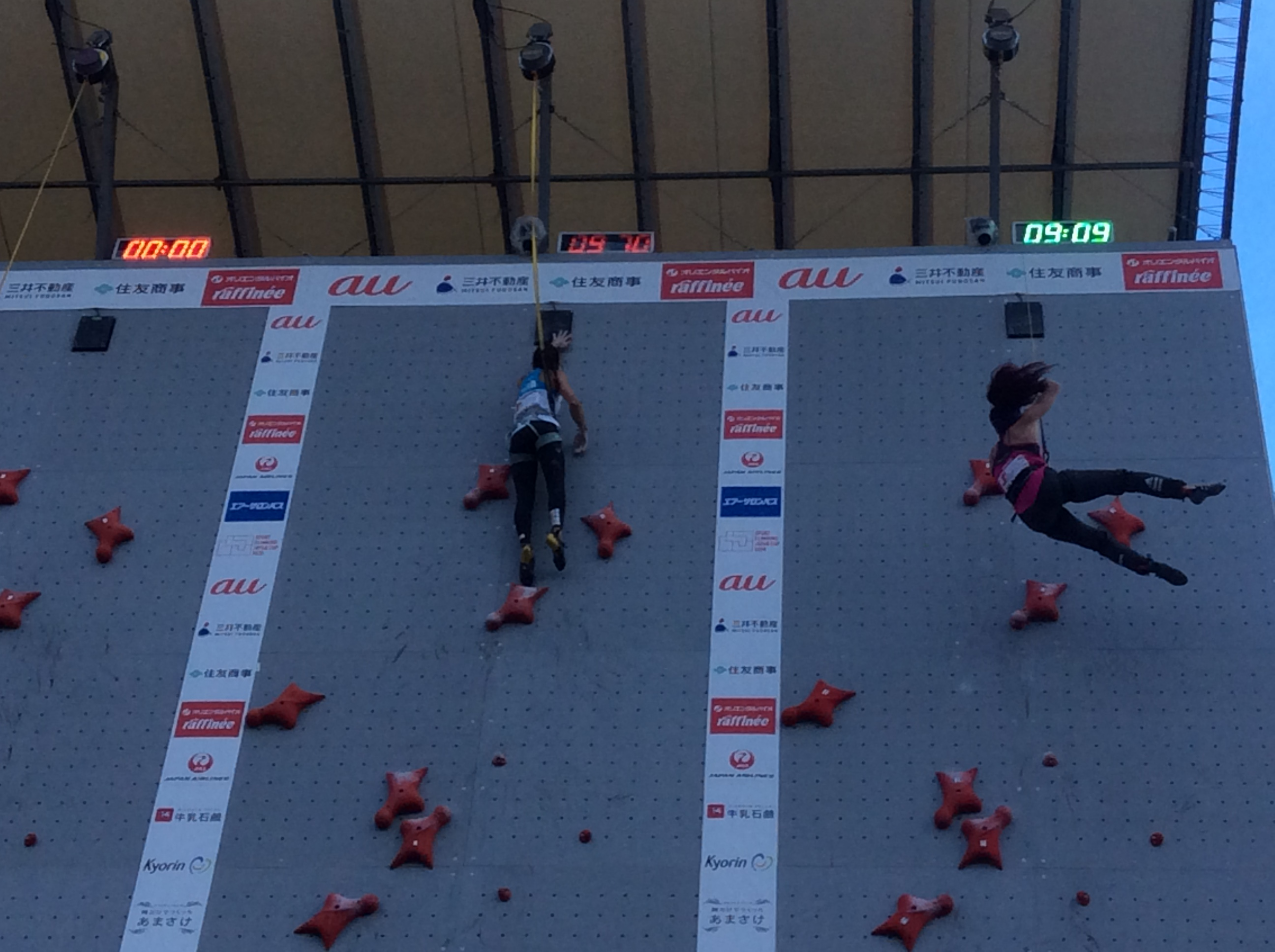
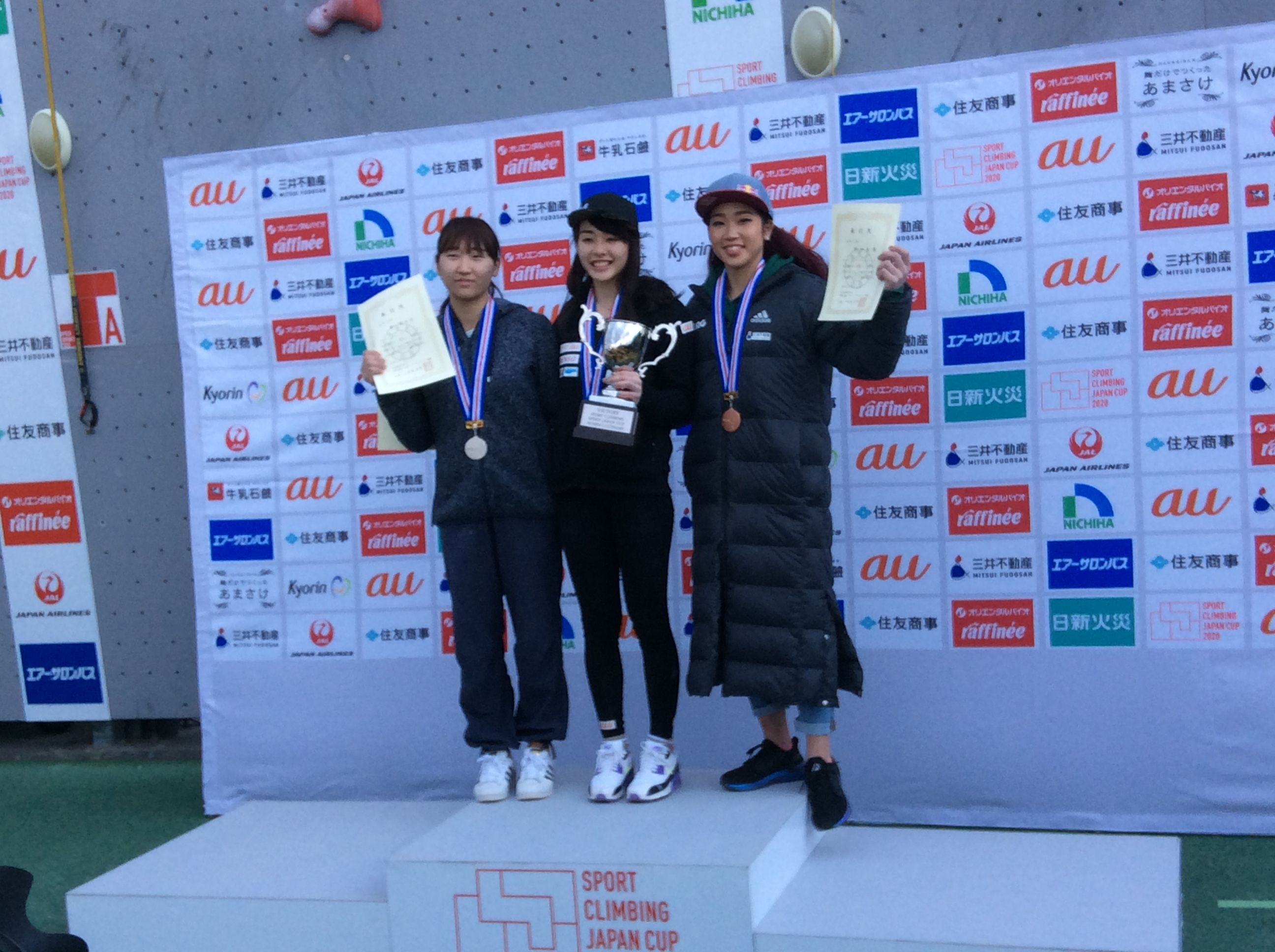